# Tatort: Rikki
Rikki ist ein Fernsehfilm aus der Krimireihe Tatort der vom Hessischen Rundfunk (HR) unter der Regie von Sylvia Hoffman produziert und am 17. März 1991 im Programm Das Erste zum ersten Mal gesendet wurde. Es handelt sich um die 241. Tatort-Folge und den siebten Fall des Frankfurter Kriminalhauptkommissars Edgar Brinkmann. Brinkmann ist dieses Mal auf der Jagd nach einem Phantom.

## Handlung
Astrid Poelke präsentiert ihren Eltern voller Stolz das neue Eigenheim in Limburg. Während sie mit den Eltern und ihren beiden Kindern feiert scheint ihr Mann recht bedrückt. Die Finanzierung lief nicht so unproblematisch, wie seine Frau glaubt. Als Bauleiter in Nigeria hatte er seine Chance genutzt und Drogen von Afrika nach Deutschland geschmuggelt. Nun wieder zurück versucht er in Frankfurt die Ware an professionelle Drogendealer zu verkaufen. Zur Übergabe soll auf einem Rummelplatz stattfinden. Anstatt aber selbst das Rauschgift abzuliefern, schickt Rolf Poelke eine Rikki. Nachdem der Deal anscheinend problemlos verläuft, versuchen die Gangster den Bauleiter zu hintergehen und verfolgen Rikki, um sich ihr Geld zurückzuholen. Bei der Verfolgungsjagd wird einer der Drogendealer von Rikki  überfahren, die daraufhin zu Fuß flieht.
Die Polizei wird gerufen und Rolf Poelke als Halter des Unfallwagens ermittelt. Kommissar Brinkmann sucht Poelke auf seiner Frankfurter Baustelle auf und erfährt, dass er das Auto einem Mädchen geliehen hatte. Er gibt an, dass Rikki es nicht zurückgebracht hatte und so hätte er es als gestohlen gemeldet.
Nachdem die Polizei den Wagen des Opfers auf Spuren untersucht, findet sie darin ein halbes Kilogramm Heroin. Heimlich durchsucht Brinkmanns Assistent Wegener Poelkes Zimmer in Frankfurt und findet weiteres Rauschgift. Da Poelke leugnet etwas damit zu tun zu haben, fällt jeglicher Verdacht auf Rikki, die nun verstärkt von der Polizei gesucht wird. Sie ist jedoch nicht auffindbar und Brinkmann hält sie schon allmählich für ein Phantom.
Auch die Drogendealer sind auf der Suche nach Rikki und ihrem Auftraggeber. Tölz, der Kopf der Dealer, beginnt Poelke zu beschatten und nimmt telefonisch Kontakt zu ihm auf. Er droht ihm, dass er die Geschäfte von nun ab nur noch mit ihm direkt abwickeln solle, sonst würde seine Familie darunter leiden. Tölz versucht parallel auch Rikki zu finden, um ihr das Geld abzujagen. Nachdem er in eine Villa eindringt, in der er die Gesuchte vermutet, fällt ein Schuss und Tölz sinkt tot zu Boden. Brinkmann forciert damit die Suche nach Rikki, da er vermutet, dass sie den Schuss abgegeben hat und sie eine ernstzunehmende Gefahr darstellt. Die Fahndung bringt erste Erfolge und eine heiße Spur zu Rikki. Brinkmann folgt ihr bis nach Limburg zu Poelkes Haus. Als Astrid Poelke den Kommissar verstört ins Haus lässt, findet dieser Rolf Poelke im Bad, wo dieser gerade dabei ist Kleider und Perücke abzulegen.....

## Kritiken
Die TV-Spielfilm-Fernsehzeitung meint zu diesem Tatort mit einem „Entlarvende[n] Blick hinter die saubere Fassade“ eines Familienvaters: „Sehenswerter Frankfurt-‚Tatort‘ dank ausgefeilter Figurenzeichnung“.